# 景雲章
景雲章（けいうんしょう、英語: Order of the Auspicious Clouds）は満洲国の勲章の一つ。日本における旭日章に相当する。

## 概要

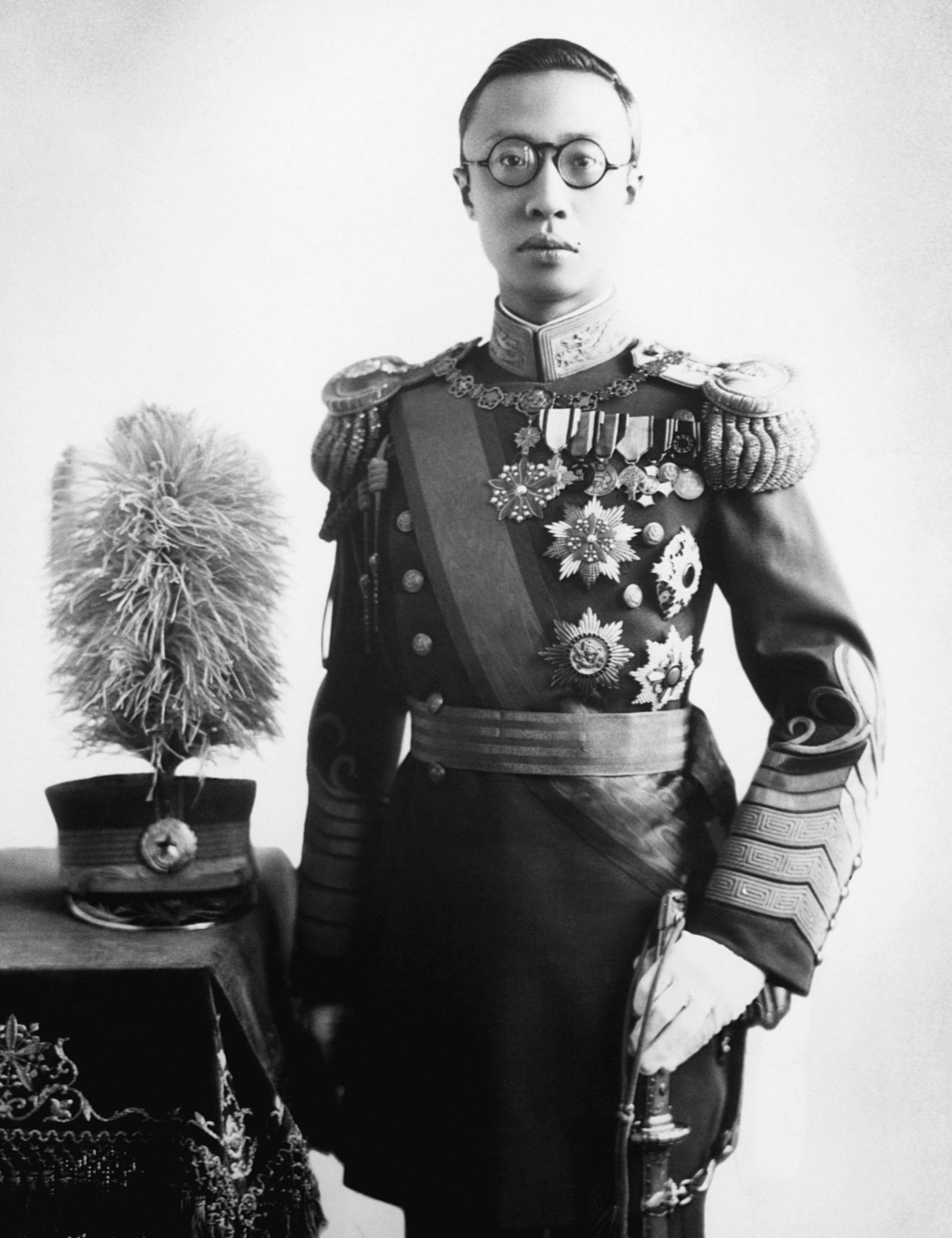
勲一位景雲章を左助に佩用する溥儀

1934年（昭和9年）4月19日、勅令第二七号によって制定された満洲国の勲章。
日本の旭日章や瑞宝章と同様に勲一位から勲八位までの八つの等級からなる。日本における旭日章に相当する。当初満洲国の栄典制度は1933年（昭和8年）3月1日に公布された建国功労章条例により建国に功績のあった日満文武官へ建国功労章が授与されるのみであった。しかし国際修交上の必要性から勲章制定の機運が高まり、国務院総務庁に恩賞処（後の恩賞局）が設置され1934年（昭和9年）4月19日勅令第二七号「勲位及び勲章に関する件」において日本の大勲位菊花章に相当する大勲位蘭花章、桐花章に相当する龍光大綬章とともに旭日章に相当する景雲章が制定された。
このように満洲国の下級勲章は当初景雲章のみであったが、勲章単一制を補正し行賞を適正ならしめる必要性から第二種勲章として日本の瑞宝章に相当する柱国章が後に増設されている。
これらの勲章は満洲国内だけでなく日本軍人や日本人官吏など満洲国に関わる日本人にも多数が叙勲された。
1934年（昭和9年）3月10日に造幣局嘱託の畑正吉が国務院より勲章の図案作成を依頼されたのち僅か10日で原案が作られ、皇帝溥儀より数度の修正がされたのち3月31日には国務院より日本の造幣局へ勲一位25個、勲二位40個、勲三位25個、勲八位1個の製作が依頼され、早くも5月5日には満洲国へ納入されている。
その後も本章は日本の造幣局で製造された物が満洲国に納入されていたが、1943年（昭和18年）以降は下級の章に限って造幣局の技術指導のもと満洲国造幣廠でも製造されている。

## 意匠

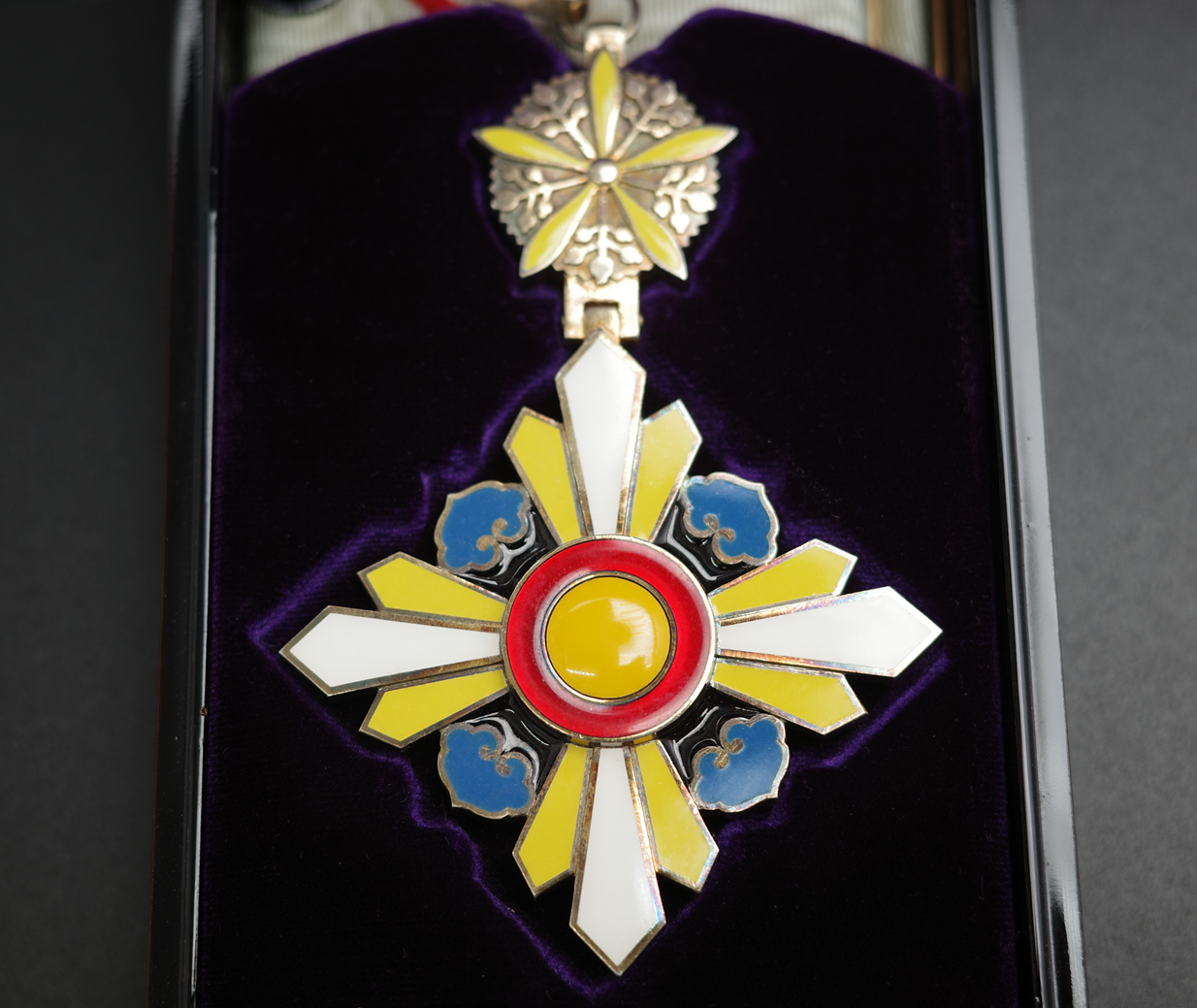
景雲章の章身と鈕

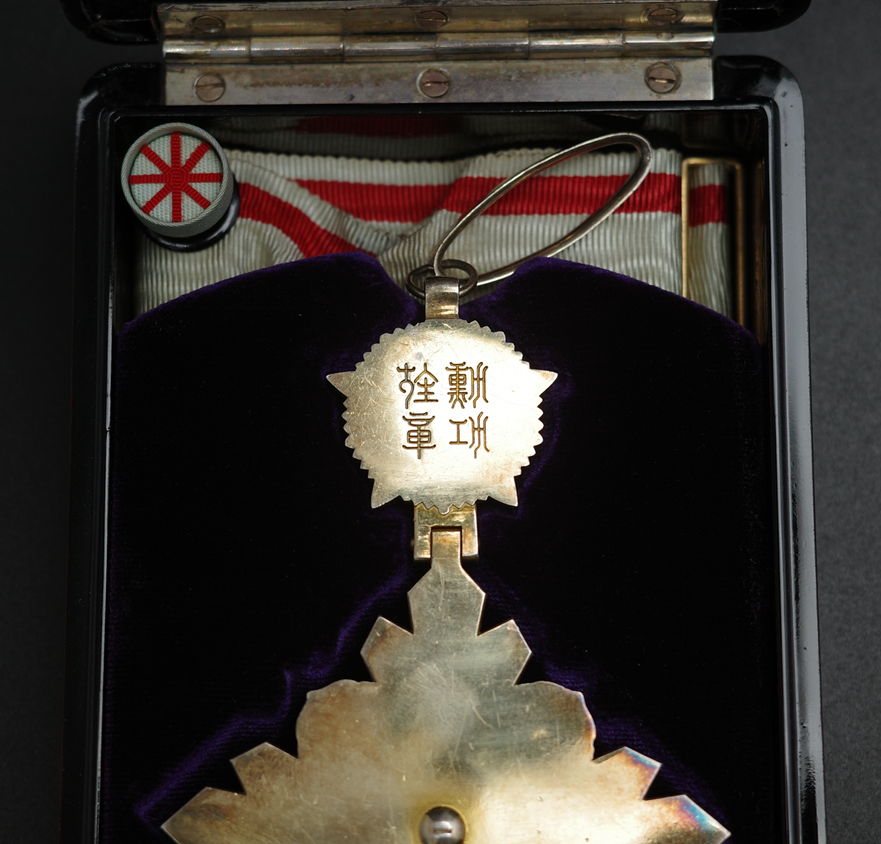
裏面の「勲功旌章」の刻印

各等級の基本的な意匠は日本の旭日章を基にしているが、勲七位章のみ瑞宝章と同様の八位章に金鍍金を施したものとなっている。章身の意匠は景雲の雲間から日光が覗いた様子を図案化した物で、勲一位から六位章までは満洲国の五色（黄、青、赤、白、黒）が七宝で表現されている。勲一位正章および勲二位副章、勲三位から六位章は満洲国の国章である蘭（フジバカマ）の花葉をかたどった意匠の鈕（「ちゅう」、章と綬の間にある金具）をもつ。地金は銀で、勲五位章以上と七位章は全体に金鍍金加工が施されている。全ての景雲章は章の裏面に日本の旭日章や瑞宝章と同様に「勲功旌章」の刻印が施されている。綬は瑞宝章に似た水色織地に赤色双線である。
畑正吉は景雲章の意匠について"雲は天の表示にして、又神仙の乗物となるのみならず、万物を潤す雨の素なるにより、前述の祥雲瑞日と称して吉祥なり。景雲章は五色（七位、八位は金、銀の単色）にして、大満洲国国旗の色なり。而して中央には主要なる黄色を置き他は適当に配したり雲の青色は、これを青雲の士其の路を得て意気天を衝かんとす、と解するも可なり。”と解説している。また綬については"景雲章の綬は清浄なる水色に、赤誠を表す赤色なり。"としている。
極初期の製造分では中心の黄色七宝部分は旭日章同様の貼り付け型であったが、七宝が脱落する物が有った為に造幣局側の考案で二位章はカシメ留め、三位章以下はねじ留めに改良されている。七宝をねじ留めにしたのは破損した場合の交換を容易にする意図も有ったとされる。
章に付属する略綬は勲一位から勲二位、勲三位から勲四位、勲五位から勲六位、勲七位から勲八位でそれぞれ共通の形状で基本的に景雲章制定時点での日本の旭日章の略綬と配色を除き同デザインである。
旭日章の略綬は1936年（昭和11年）に現行の物と同様の各等級ごとに異なるデザインに変更されたが、景雲章の略綬は改正される事は無く、満洲国の滅亡まで制定時のデザインのままであった。

### 意匠決定への皇帝溥儀の関与

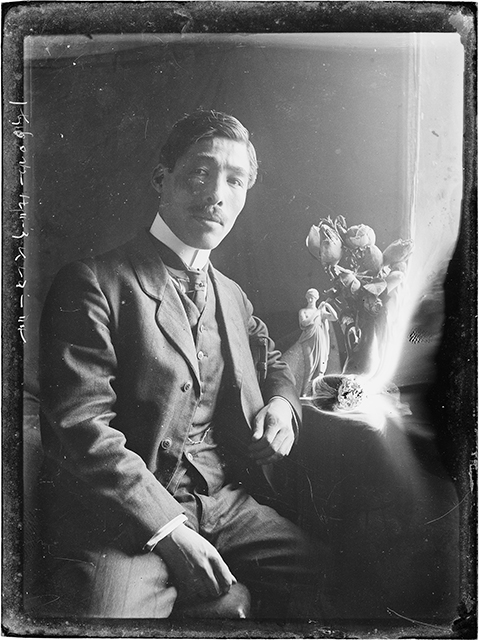
景雲章をデザインした畑正吉

1934年（昭和9）年3月に造幣局嘱託の畑正吉が満洲国へ招聘され、3月10日国務院にて関東軍司令部付満洲国軍政部顧問の岡田菊三郎少佐から大勲位菊花大綬章、勲一等旭日桐花大綬章、勲一等～八等旭日章に相当する勲章を制定する事、金鵄勲章、瑞宝章相当の制定は数年後でも差し支えない事、勲章のデザインには龍、雲、高粱、牡丹、鳳凰を盛り込む事などが伝えられた。
畑は3月20日から21日にかけて蘭花大綬章、龍光大綬章と共に景雲章をデザインし、3月21日に全勲章の図案が原田熊吉関東軍第三課長、皆川豊治恩賞処長らの確認を受けたのち皇帝の決裁を得る事となった。
この際畑が勲章製造については日本の造幣局へ依頼する事を提案し、同年5月9日の第一次勲章親授式まで時間も無かったことから図面が出来次第造幣局へ空輸し製作させる事となった。
3月22日に畑が皇帝溥儀に拝謁し勲章図案を提示したところ、景雲章の中心部分が当初すべて赤色だったところを満洲国の象徴である黄色に変更する様希望が出た為、修正案ではそのように変更された。
更に翌日溥儀より中心部分の黄色を囲むリング部分を四分割し白、黒、藍、赤の四色を配し満洲国の五色を表すよう希望が出された。
3月24日再度皇帝に拝謁し最終的な形状に近い景雲章の案を提示したところ溥儀は青色景雲の背後の黒七宝部分を少し大きくするよう指示を出し、これが決定案となった。
3月29日に景雲章の青写真及び仕様書が日本の造幣局へ空輸され急ぎ製作が開始された。

## 名称と等級
日本の旭日章と同様勲一位から八位までの八等級から成る。
勲一位から六位章までは五色の七宝が施されており、七位章は銀に金鍍金加工、八位章は銀地のままなのは瑞宝章と同様である。
| 名称         | 画像・略綬               | 佩用方法                                                                             |
| ------------ | ------------------------ | ------------------------------------------------------------------------------------ |
| 勲一位景雲章 | 正章（右）と副章（左）   | 正章は大綬を以て右肩から左脇に垂れ、副章（勲二位正章と同じ）を左肋に佩用する。       |
| 勲二位景雲章 | 正章（右）と副章（左）   | 正章（勲一位副章と同じ）は右肋、副章（勲三位正章と同じ）は中綬を以て喉元に佩用する。 |
| 勲三位景雲章 | 正章（右）と略綬（右上） | 正章（勲二位副章と同じ）は中綬を以て喉元に佩用する。                                 |
| 勲四位景雲章 | 正章（右）と略綬（右上） | 正章は小綬を以て左肋に佩用する。                                                     |
| 勲五位景雲章 | 正章（右）と略綬（右上） | 正章は小綬を以て左肋に佩用する。                                                     |
| 勲六位景雲章 | 正章（右）と略綬（右上） | 正章は小綬を以て左肋に佩用する。                                                     |
| 勲七位景雲章 | 正章（右）と略綬（右上） | 正章は小綬を以て左肋に佩用する。                                                     |
| 勲八位景雲章 | 正章（右）と略綬（右上） | 正章は小綬を以て左肋に佩用する。                                                     |

## 授与例
満洲国内以外に当時の日本の軍人や官僚などにも多数叙勲されている。

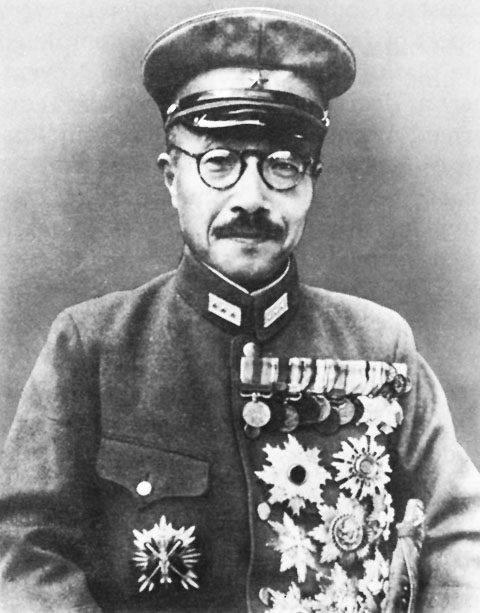
勲一位景雲章副章を佩用（東條英機）
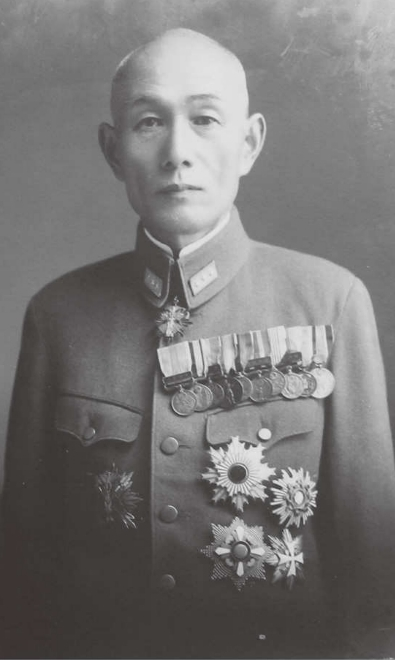
勲一位景雲章副章を佩用（多田駿）
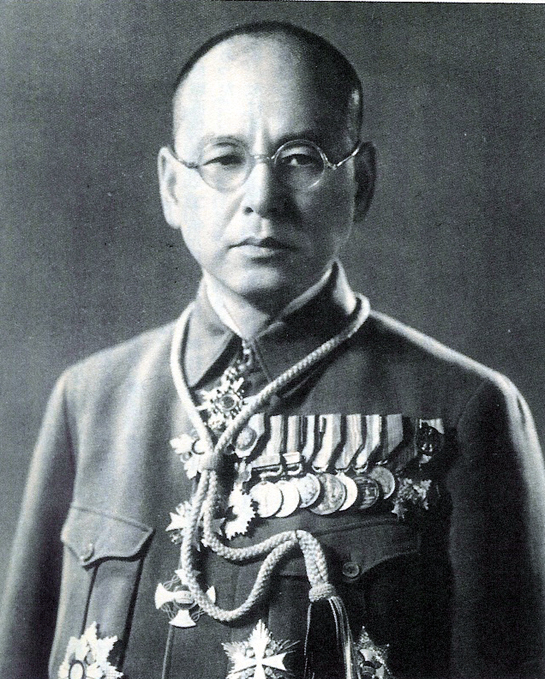
勲二位景雲章正章、副章を佩用（甘粕正彦）
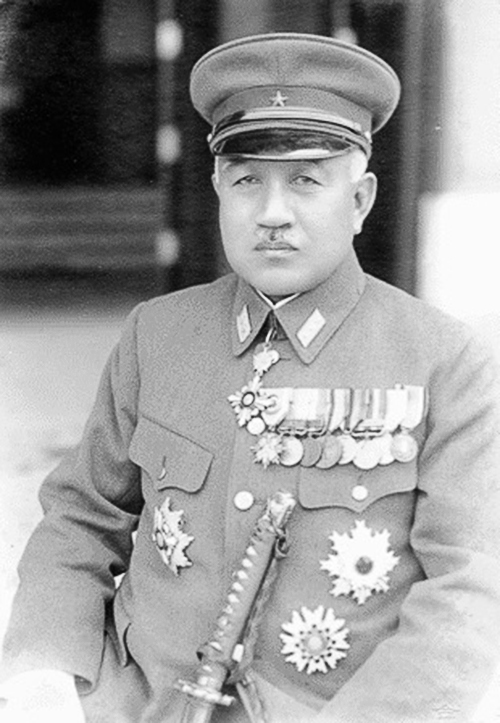
勲二位景雲章正章、副章を佩用（土肥原賢二）
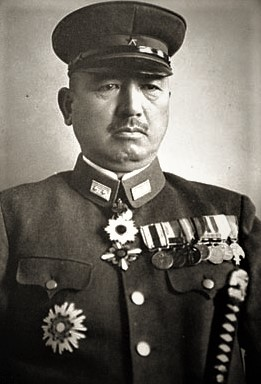
勲三位章を佩用（牟田口廉也）
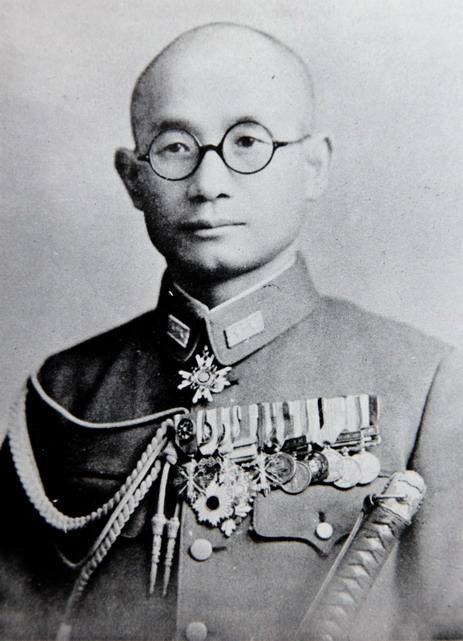
勲四位章を佩用（辻政信）
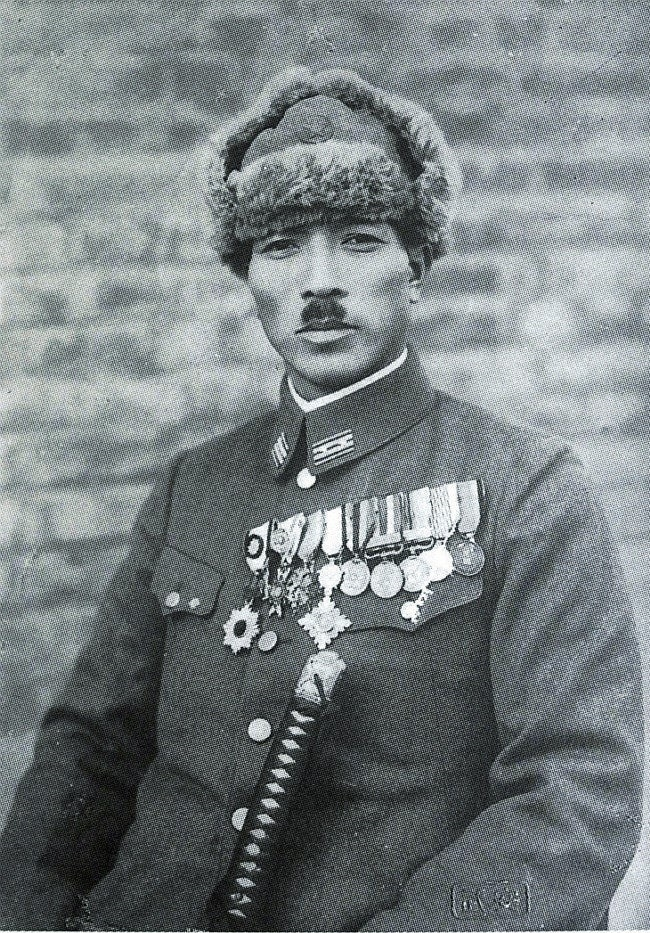
勲五位章を佩用（池田末男）
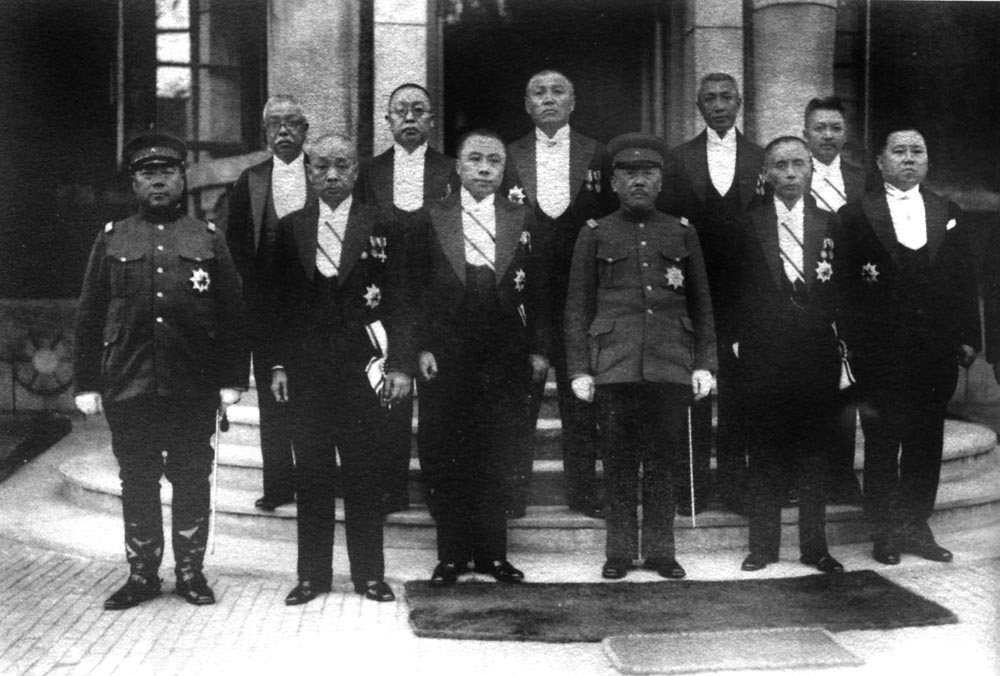
勲一位、勲二位景雲章を佩用する満洲国政府閣僚

## 旭日章との類似性

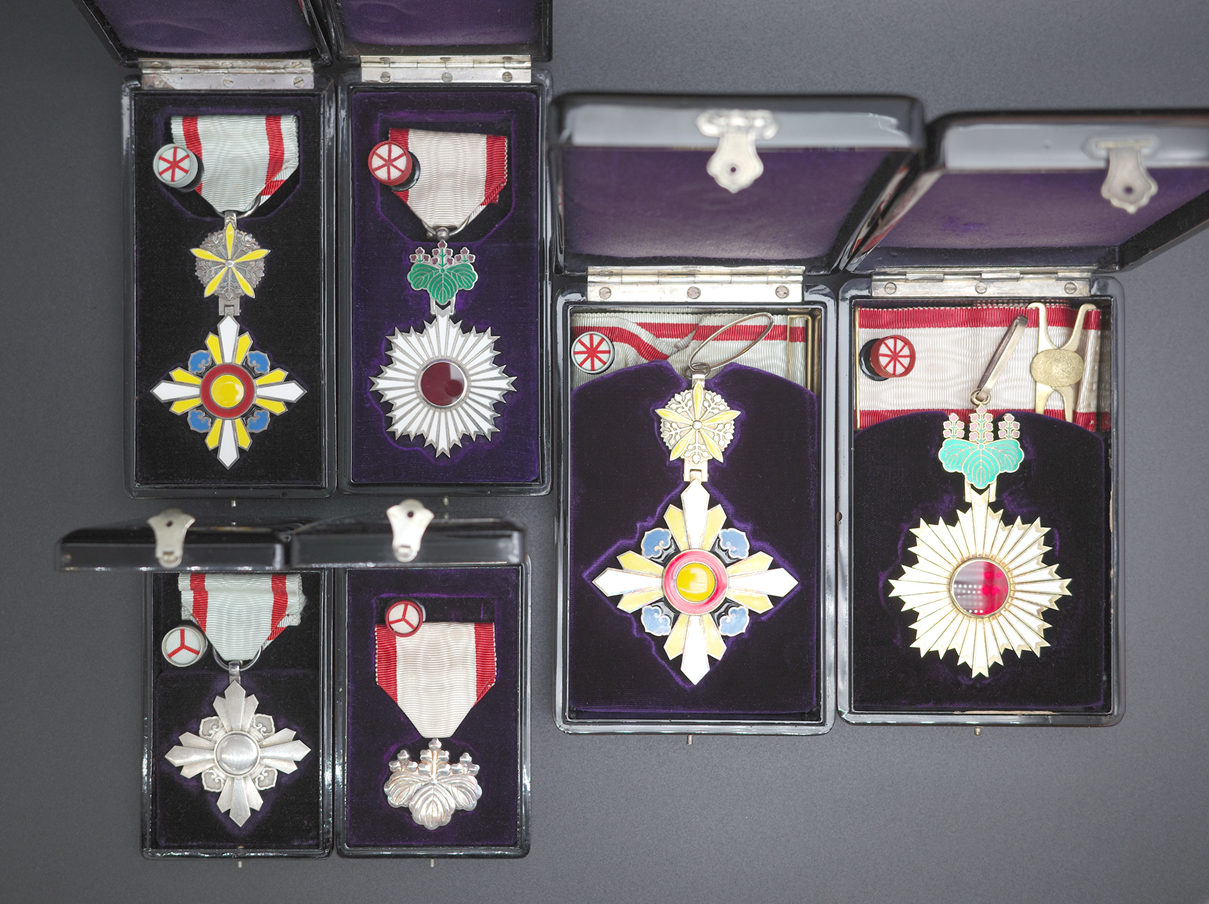
景雲章（左）と景雲章制定時の同等級の旭日章（右）の比較

景雲章は日本の旭日章に相当する勲章としてデザインされ、共に日本の造幣局製だった事もあり両勲章の等級ごとの意匠は非常に類似している。勲章に付属する略綬や収納箱も共に日本の民間業者製であった為、形状や寸法は両勲章でほぼ同一の物が使用されている。